# 大青弹涂鱼
大青弹涂鱼（学名：Scartelaos gigas）为虾虎鱼科青弹涂鱼属的鱼类。在中国，分布于东海等海域。该物种的模式产地在浙江大陈、坎门。

## 扩展阅读
維基物種上的相關：大青弹涂鱼